# Коукал строкатий
Коука́л строкатий (Centropus ateralbus) — вид зозулеподібних птахів родини зозулевих (Cuculidae). Ендемік Папуа Нової Гвінеї.

## Опис
Довжина птаха становить 42-48 см, враховуючи довгий хвіст, вага 330 г. Забарвлення переважно чорне, крила, хвіст і живіт синювато-чорні. Голова, шия і груди білуваті або кремові, на крилах світлі плями. Обличчя і лоб чорні з фіолетовим відблиском. Очі темно-червоні, дзьоб чорний, лапи сизі.

## Поширення і екологія
Строкаті коукали мешкають на островах архіпелагу Бісмарка, зокрема на островах Нова Британія, Нова Ірландія, Дьяул, Умбой і Лолобау. Вони живуть у вологих тропічних лісах, зустрічаються на висоті до 1200 м над рівнем моря. Зустрічаються парами або невеликими зграйками, ведуть переважно наземний спосіб життя. Живляться комахами, зокрема паличниками і жуками-вусачами, а також дрібними ящірками. Не практикують гніздовий паразитизм. Гніздо закрите, робиться з листя, трави і гілок, іноді має два входи з протилежних сторін. В кладці 2-3 білуватих яйця.